# スミツキトノサマダイ
スミツキトノサマダイ（墨付殿様鯛、学名：Chaetodon plebeius）は、スズキ目チョウチョウウオ科に分類される魚類の一種。英名は、青色の部分が滲んだように見えることにちなむ。

## 形態
- 全長10cm[1]。
- 目を通る黒帯の縁と体側の一部が青い[1]。
- 尾鰭基部に眼状斑がある。
- 体側の一部の青色の部分がない個体も存在する（下記参照）。

よく似た種

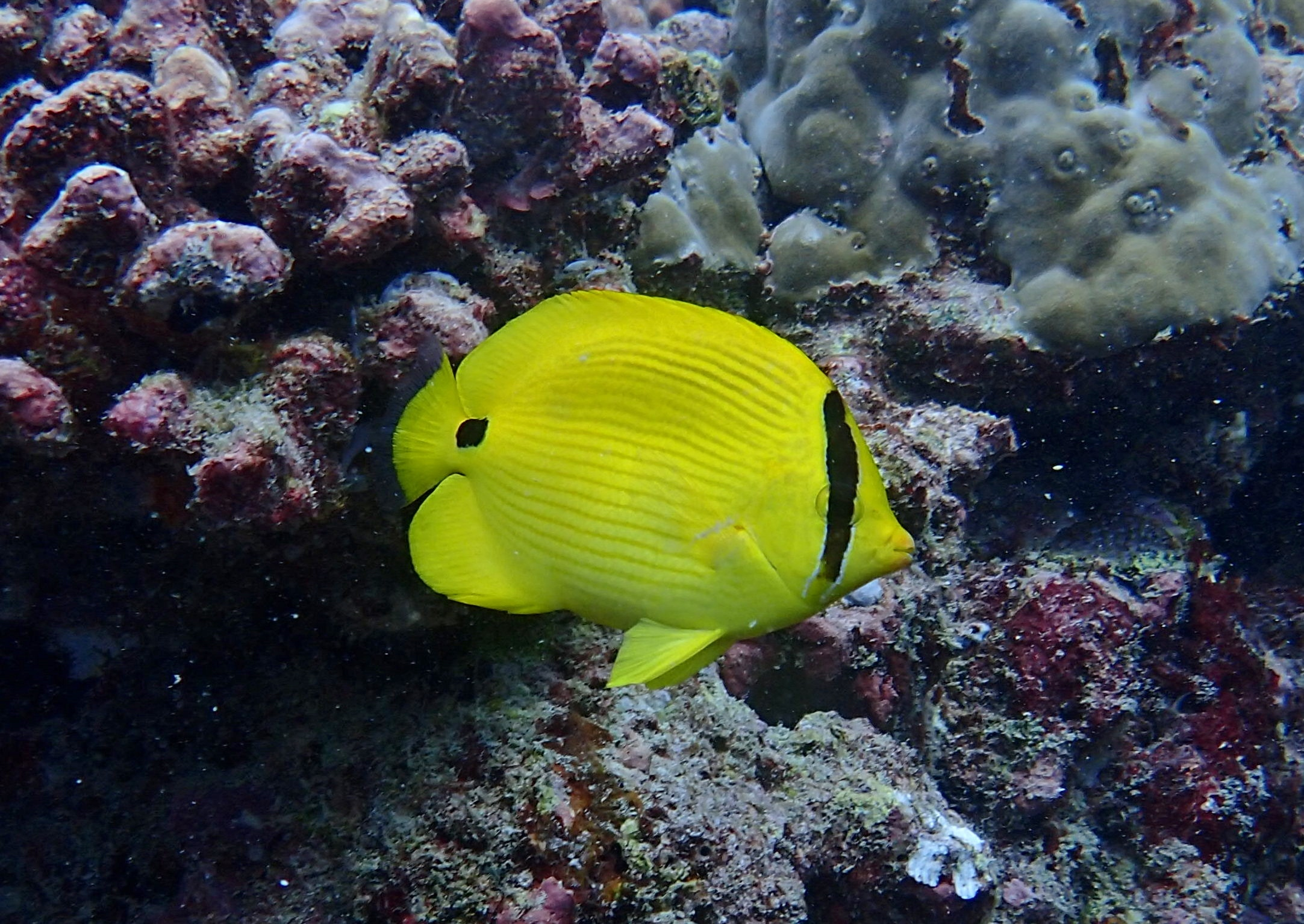
アンダマン・バタフライフィッシュ

青色の部分がない本種は別の種（アンダマン・バタフライフィッシュ）とする考えがある一方で、アンダマン・バタフライは単に本種のカラーバリエーションとする見解が主流である。

## 生態
サンゴのポリプを主に食べる。
水深3-20mのサンゴ礁に生息している。食性の関係上、サンゴがある場所にしかいない。。

## 分布
西部太平洋、インド洋。

## 人とのかかわり
観賞魚。ポリプ食のため飼育は難しい。